# Metropolia Samarinda
Metropolia Samarinda – jedna z 10 metropolii Kościoła Rzymskokatolickiego w Indonezji. Została erygowana 29 stycznia 2003.

## Diecezje
- Archidiecezja Samarinda
  - Diecezja Banjarmasin
  - Diecezja Palangkaraya
  - Diecezja Tanjung Selor

## Metropolici
- Florentinus Sului Hajang Hau (1993-2013)
- Yustinus Harjosusanto (2015 -)